# Ханафійський мазгаб
Ханафійський мазгаб, Ханафіти (араб. الحنفي) — одна з чотирьох правових шкіл у сучасному ортодоксальному сунітському ісламі, названа за іменем арабського богослова і факіха Ан-Нумана ібн Сабіта Абу Ханіфи (699—767). Ханафійська правова школа виникла в VIII ст. у м. Куфі (Ірак)

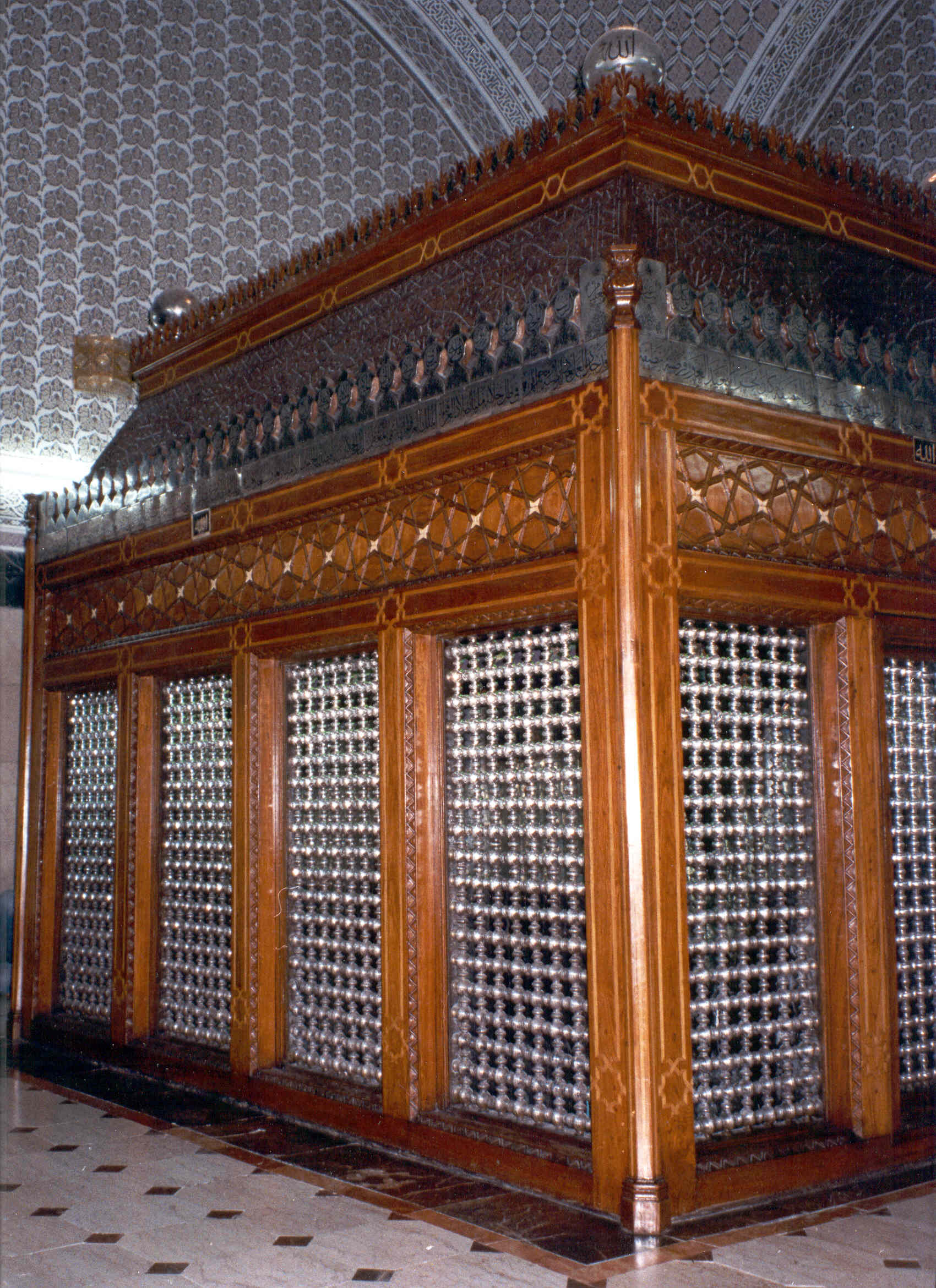
Гробниця Абу Ханіфи

## Особливості Ханафійськогомазгабу
Основні джерела:
- Коран приймається як джерело права цілком і безумовно
- Сунна приймається як незалежне джерело, та лише після ретельного відбору хадисів
- Висловлювання сподвижників пророка Мухаммеда
- Кияс (судження за аналогією) — приймається у тих випадках, коли в Одкровенні немає буквальних рішень якоїсь проблеми. Суть цього методу полягає в тому, що правова проблема у цих випадках може бути вирішена за аналогією до тої, що вже є в Одкровенні
- Істихсан (перевага) — можливість відмови від доказів киясу у випадку, коли формально правильне судження за аналогією у даній ситуації є не зовсім доцільним. У цьому випадку висновок виноситься на основі іншого доказу, який протилежний явному киясу. Істисхан застосовується тоді, коли кияс вступає у суперечність з іджмою і орфом
- Іджма — єдність думок минулих і сучасних муджтахідів (богословів) з приводу якоїсь проблеми
- Орф — застосування як доказу звичаєвого права, поширеного у мусульманському суспільстві, якщо відсутні буквальні докази в Одкровенні.

Застосування звичаєвого права дозволяло спрощувати ділові стосунки, вступати в ділові і побутові контакти з іновірцями, отримувати значні послаблення у побуті

## Поширення Ханафійського мазгабу

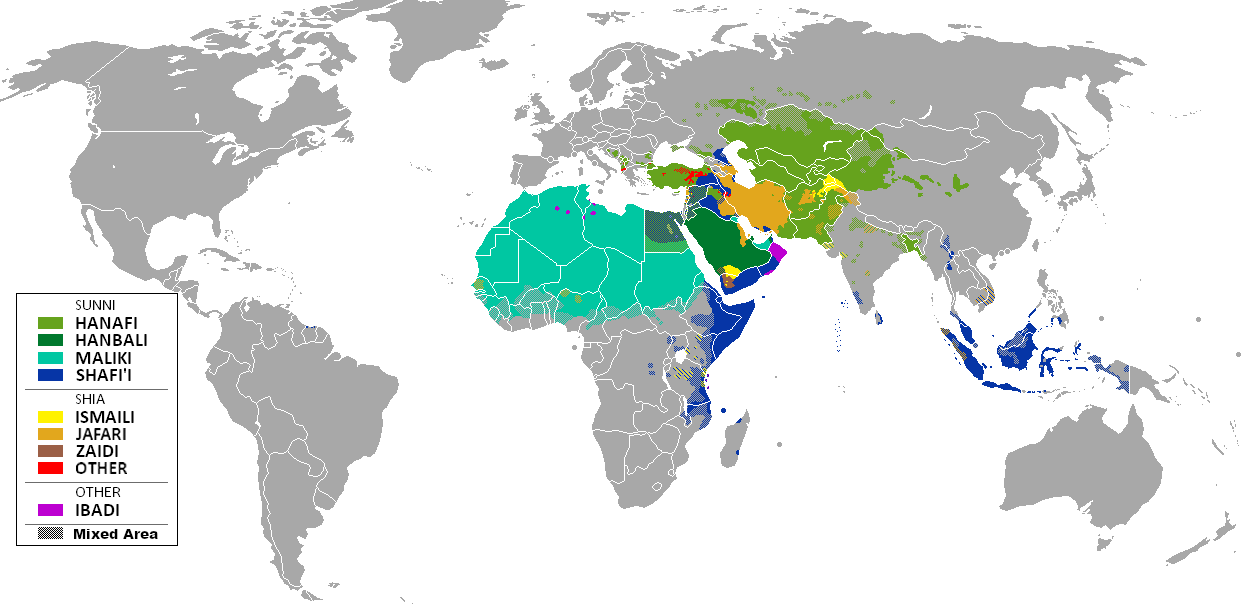
Поширення мазгабів у сучасному світі

Завдяки відносній терпимості Ханафійський мазгаб починаючи з ХІ ст. став швидко поширюватися на північ і схід, охопивши Малу Азію, Балкани, Північний Кавказ, Причорноморський регіон, Поволжя, Середню Азію, Афганістан, Індію, величезну степову зону аж до Китаю, а також утвердившись на островах Індонезії.

Ханафітами були хани Золотої Орди, Великі Моголи і султани Османської імперії